# Sint Andries
Pour les articles homonymes, voir Saint-André.
Sint Andries est un hameau (buurtschap) appartenant à la commune néerlandaise de Terneuzen, situé dans la province de la Zélande, en Flandre zélandaise.

## Toponymie
Sint Andries doit son nom au Fort Saint-André du XVIIe siècle qui fut nommé en l'honneur de l'apôtre André. Ce fort a disparu et se situait dans le village avoisinant de Koewacht.

## Géographie
Le hameau est situé à l'est de Koewacht entre les hameaux Boschdorp et Drie Hoefijzers (dans la commune de Hulst). Sint Andries est situé sur la route Sint Andries (Sint-Andriesbaan) et la route Emma (Emmabaan). Le hameau se compose principalement de fermes et de nouvelle construction. Au sud du hameau se situe le ruisseau Bosch.